# Roman Bürki
Roman Bürki (Münsingen, Suiza, 14 de noviembre de 1990) es un futbolista suizo. Juega de guardameta y su equipo es el St. Louis City S. C. de la MLS.
Es hermano mayor del defensa Nico Bürki.

## Trayectoria
Bürki comenzó su carrera en 2007 con el equipo de reserva de B. S. C. Young Boys. En 2009 se trasladó al F. C. Thun, y en 2010 al F. C. Schaffhausen. En el verano de 2010 regresó al B. S. C. Young Boys, y medio año más tarde, fue trasladado al Grasshopper Sd Burela Club. En primer lugar, estaba como portero de reserva, más tarde, se ganó el puesto de primer portero.
El 24 de mayo de 2014 firmó un contrato con el S. C. Friburgo. Un año después hizo lo propio con el Borussia Dortmund.
En marzo de 2022 se hizo oficial su fichaje por el St. Louis City S. C., equipo que se iba a estrenar en la Major League Soccer al año siguiente.

## Selección nacional
El 13 de mayo de 2014 el entrenador de la selección de Suiza, Ottmar Hitzfeld, lo incluyó en la lista oficial de 23 jugadores convocados para afrontar la Copa del Mundo de 2014.
En 2016 fue convocado para la Eurocopa de Francia.
El 4 de junio de 2018 fue incluido en la lista definitiva del seleccionado transalpino que disputó la Copa del Mundo de 2018.

### Participaciones en Copas del Mundo
| Mundial                        | Sede   | Resultado        | Partidos | Goles |
| ------------------------------ | ------ | ---------------- | -------- | ----- |
| Copa Mundial de Fútbol de 2014 | Brasil | Octavos de final | 0        | 0     |
| Copa Mundial de Fútbol de 2018 | Rusia  | Octavos de final | 0        | 0     |

### Participaciones en Eurocopas
| Copa          | Sede    | Resultado        | Partidos | Goles |
| ------------- | ------- | ---------------- | -------- | ----- |
| Eurocopa 2016 | Francia | Octavos de final | 0        | 0     |

## Clubes
| Club                        | País           | Año       |
| --------------------------- | -------------- | --------- |
| B. S. C. Young Boys         | Suiza          | 2009-2013 |
| F. C. Thun (cedido)         | Suiza          | 2009-2010 |
| F. C. Schaffhausen (cedido) | Suiza          | 2010      |
| Grasshoppers (cedido)       | Suiza          | 2011-2013 |
| Grasshoppers                | Suiza          | 2013-2014 |
| S. C. Friburgo              | Alemania       | 2014-2015 |
| Borussia Dortmund           | Alemania       | 2015-2022 |
| St. Louis City S. C.        | Estados Unidos | 2022-     |

## Palmarés

### Campeonatos nacionales
| Título                | Club              | País     | Año  |
| --------------------- | ----------------- | -------- | ---- |
| Copa Suiza            | Grasshoppers      | Suiza    | 2013 |
| Copa de Alemania      | Borussia Dortmund | Alemania | 2017 |
| Supercopa de Alemania | Borussia Dortmund | Alemania | 2019 |
| Copa de Alemania      | Borussia Dortmund | Alemania | 2021 |

### Distinciones individuales
| Distinción                   | Año  |
| ---------------------------- | ---- |
| Guardameta del año de la MLS | 2023 |
| MLS Best XI                  | 2023 |